# Melchor de Navarra y Rocafull

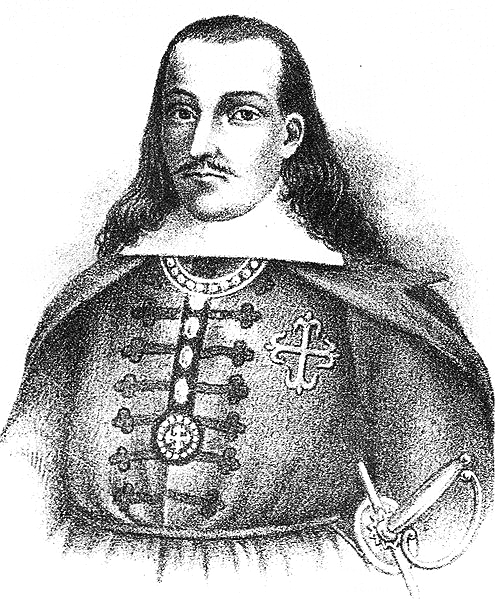
O duque consorte de la Palata.

Melchor de Navarra y Rocafull Martínez de Arroytia y Vique (Torrelacárcel, Aragão, 1626, — Portobelo, Panamá, 13 de Abril de 1691), duque de la Palata e príncipe de Massa, por vezes grafado Melchor de Navarra y Rocaful, foi um político e administrador colonial espanhol, que, entre outras funções, exerceu o cargo de vice-rei do Peru entre 20 de Novembro de 1681 e 15 de Agosto de 1689.